# Meja (Kranj, Slovenija)
Meja je naselje u slovenskoj Općini Kranju. Meja se nalazi u pokrajini Gorenjskoj i statističkoj regiji Gorenjskoj. 

## Stanovništvo
Prema popisu stanovništva iz 2002. godine naselje je imalo 13 stanovnika.